# Carlsson (nazwisko)
Carlsson – 18. pod względem częstości występowania nazwisko patronimiczne w Szwecji, znaczy syn Karola (Carl).
Osoby o tym nazwisku:
- Anders Carlsson – szwedzki żużlowiec
- Arne Carlsson – szwedzki żużlowiec
- Arvid Carlsson – szwedzki neurobiolog, noblista
- Christoffer Carlsson – szwedzki pisarz
- Daniel Carlsson – szwedzki kierowca rajdowy
- Erik Carlsson – szwedzki kierowca wyścigowy z teamu Saab
- Ingvar Carlsson – szwedzki polityk, były premier Szwecji
- Kjell Carlsson – szwedzki żużlowiec
- Peter Carlsson – perkusista szwedzkiej grupy hardrockowej Backyard Babies
- Thomas Carlsson – szwedzki żużlowiec
- Sebastian Carlsson – żużlowiec z polskim i szwedzkim obywatelstwem
- Agnes Carlsson – szwedzka piosenkarka
- Robin Carlsson – szwedzka piosenkarka